# مشروع حوض سبو وحوض أبي رقراق
مشروع حوض سبو وحوض أبي رقراق أو الطريق السيار للماء بالمغرب، هو مشروع يندرج ضمن الأوراش الكبرى التي أطلقها ملك المغرب الملك محمد السادس، ويهدف إلى حل مشكل ندرة المياه بعدد من مدن المملكة.

## نصوص تنظيمية
- خطاب الملك محمد السادس بمناسبة افتتاح الدورة الأولى من السنة التشريعية الثانية.[2]
- مشروع المرسوم رقم 2.22.317 يتعلق بوقف استيفاء رسم الاستيراد المفروض على بعض الأنابيب والمواسير الفولاذية.[3]

## أهداف المشروع
- نقل وتحويل الفائض المائي من حوض سبو إلى حوض أبي رقراق من أجل ضمان و تأمين الماء الشروب في محور الرباط والدار البيضاء وكذا مراكش بالماء الصالح للشرب ومياه السقي .
- تحويل فائض المياه الذي يقدر بما بين 300 إلى 400 مليون متر مُكعب.
- التدبير المستدام للموارد المائية.
- حل مشكل ندرة المياه بكل من المدن التي تشرب من سد سيدي محمد بنعبد الله الواقع على نهر أبي رقراق وسد المسيرة الواقع على نهر أم الربيع.

## التدابير المتخدة من أجل تنفيد المشروع
تم تشكيل لجنة وطنية مكلفة بتتبع قيادة هذا البرنامج الوطني للتزويد بالماء الشروب ومياه السقي، من طرف رئيس الحكومة في يونيو 2022، حيث شملت اللجنة مختلف القطاعات المسؤولة، التي تعمل تحت إشراف وزارة التجهيز والماء.
وقصد تنفيذ هذا المشروع تم اقتناء أنابيب فولاذية بقطر 3200 مم اللازمة لنقل المياه عبر المسافة السالفة الذكر من تركيا بحكم عدم انتاجها محليا. كما تم توفير 163 هكتار من غابة المعمورة، حيث تم تعويضها بموجب اتفاقية بين وزارة التجهيز والماء والوكالة الوطنية للغابات بتمويل تشجير مساحة جديدة على امتداد 3 آلاف هكتارا بغلاف مالي يقدر بـ 3 مليارات سنتيم.

## تكلفة المشروع
بلغت تكلفة مشروع ربط مياه حوض سبو بحوض أبي رقراق، ما يقارب 6 مليار درهم.بحيث تضمن المشروع مضختين ضخمتين و66 كيلو متر من الأنابيب الفولاذية بقطر 3200 مليمتر وبصبيب 15 متر مكعب في الثانية.
وقصد تنفيذ هذا المشروع تم اقتناء أنابيب فولاذية بقطر 3200 مم اللازمة لنقل المياه عبر المسافة ال
سالفة الذكر من تركيا بحكم عدم انتاجها محليا.

## الشركات المساهمة في تنفيد المشروع
تم إنجاز هذا المشروع بكفاءات وخبرات مغربية، شملت مجموعة مقاولات (STAM.SNCE، SOMAGEC .SGTM)، إضافة إلى مكتب دراسات (CID) . والمختبر العمومي (LPEE). كما تم تكليف المكتب الجهوي للاستثمار الفلاحي للغرب بتتبع الأشغال.

## وصلات خارجية
- وكالة تهيئة نهر أبي رقراق
- نهر أبي رقراق على بوابة الرباط
- وكالة الحوض المائي لأبي رقراق والشاوية
- صفحة بيانات المياه في العالم.